# HMS Daring (1893)
HMS Daring − brytyjski niszczyciel (w oryginalnej nomenklaturze Torpedo Boat Destroyer) typu Daring. Był jedną z sześciu jednostek prototypowych, które są uważane za jedne z pierwszych okrętów tej klasy na świecie. Do służby w Royal Navy wszedł w 1895 roku. Wycofany ze służby w 1912 roku.

## Projekt i budowa
Na początku lat 90. XIX wieku Royal Navy stanęła w obliczu zagrożenia jakie stwarzały nowe francuskie torpedowce. W 1892 roku trzecim lordem Admiralicji został admirał John Fisher, który był odpowiedzialny za proces modernizacji Royal Navy. Opracował on koncepcję nowych okrętów, które dzięki większej prędkości i silniejszemu uzbrojeniu, były by w stania zwalczać torpedowce. W celu przetestowania nowej koncepcji złożył zamówienie w trzech stoczniach na 6 okrętów. Stocznie otrzymały ogólną specyfikację okrętów, dokładny projekt techniczny musiały jednak opracować same. Koszt jednego okrętu wynosił ok. 36 tysięcy funtów.
W ramach projektu budowy 6 prototypowych niszczycieli, dwa z nich miała zbudować stocznia Thornycroft. Budowa okrętów „Daring” i „Decoy” rozpoczęła się w lipcu 1892 roku. „Daring” został zwodowany 25 listopada 1893 roku, wszedł do służby w lutym 1895 roku. Okręt został wycofany ze służby w 1912 roku.